# (12534) Janhoet
(12534) Janhoet est un astéroïde de la ceinture principale.

## Description
(12534) Janhoet est un astéroïde de la ceinture principale. Il fut découvert le 1er juin 1998 à La Silla par Eric Walter Elst. Il présente une orbite caractérisée par un demi-grand axe de 2,69 UA, une excentricité de 0,11 et une inclinaison de 9,3° par rapport à l'écliptique.

## Compléments